# Sylvain Guillaume
Sylvain Guillaume (Champagnole, 6 de julio de 1968) es un deportista francés que compitió en esquí en la modalidad de combinada nórdica. 
Participó en tres Juegos Olímpicos de Invierno, entre los años 1992 y 1998, obteniendo dos medallas, plata en Albertville 1992, en el trampolín normal + 15 km, y bronce en Nagano 1998, en la prueba por equipo (junto con Nicolas Bal, Ludovic Roux y Fabrice Guy). Ganó una medalla de bronce en el Campeonato Mundial de Esquí Nórdico de 1995.

## Palmarés internacional
| Juegos Olímpicos   | Juegos Olímpicos      | Juegos Olímpicos  | Juegos Olímpicos         |
| Año                | Lugar                 | Medalla           | Prueba                   |
| ------------------ | --------------------- | ----------------- | ------------------------ |
| 1992               | Albertville (Francia) | Medalla de plata  | TN + 15 km individual    |
| 1998               | Nagano (Japón)        | Medalla de bronce | TN + 4 × 5 km por equipo |
| Campeonato Mundial |                       |                   |                          |
| Año                | Lugar                 | Medalla           | Prueba                   |
| 1995               | Thunder Bay (Canadá)  | Medalla de bronce | TN + 15 km individual    |